# Nicolás Batista
Nicolás Batista (Buenos Aires, 27 gennaio 1991) è un ex calciatore argentino, di ruolo difensore.

## Biografia
È figlio dell'allenatore ed ex calciatore argentino Sergio Batista.

## Caratteristiche tecniche
È un difensore centrale.

## Carriera
Cresciuto nelle giovanili dell'Argentinos Juniors, debutta in prima squadra il 6 novembre 2011 disputando da titolare il match perso 1-0 contro il Racing Avellaneda.